# 진실 (1960년 영화)
진실(La Vérité, The Truth)은 이탈리아에서 제작된 앙리 조르주 클루조 감독의 1960년 드라마 영화이다. 브리지트 바르도 등이 주연으로 출연하였다.

## 출연

### 주연
- 브리지트 바르도
- 샤를 바넬

### 조연
- 폴 뫼리스
- 루이스 사이그너
- 마리-호세 나트
- 사미 프레이
- 르네 브랜카드

## 제작진
- 미술: 장 앙드레